# Alamo Race Track
Alamo Race Track is een alternatieve rockband uit Amsterdam. De band heeft vier albums uitgebracht. De band scoorde met het titelnummer van hun tweede album Black Cat John Brown een hit op YouTube.

## Biografie

### Redivider (2001-2002)
Redivider was de voorloper van Alamo Race Track. Deze band won in 1998 de Grote Prijs van Nederland en bracht in 2000 het album All Dressed Up uit. Redivider verscheen in diverse nationale tv-uitzendingen (De Plantage, TMF) en speelde een groot aantal shows in het land. In 2001 verliet toetsenist Diederik Nomden echter de band. De overgebleven bandleden besloten de band voort te zetten onder een andere naam, aangezien het bandgeluid aanzienlijk anders werd zonder Nomden. Na korte tijd onder de naam Morning Star gespeeld te hebben, die later gebruikt bleek te worden door een Engelse band, werd uiteindelijk gekozen voor de naam Alamo Race Track. Onder deze naam begonnen David Corel (bas, zang), Guy Bours (drums), Leonard Lucieer (gitaar) en Ralph Mulder (zang, gitaar) nieuwe demo's op te nemen.
Na begin 2002 als support-act voor Daryll-Ann gefungeerd te hebben, tekende de band voor Excelsior Recordings en nam hun debuutalbum op met producer Frans Hagenaars.

### Birds at Home (2003-2005)
In januari van 2003 speelde Alamo Race Track op Noorderslag. De pers was enthousiast: onder andere 3VOOR12 en OOR schreven positieve recensies. De band won tevens een Essent Award voor nieuw talent. In juni werden de opnamen voor hun eerste album afgerond.
Birds at Home werd uitgebracht op 1 september 2003. Ter ondersteuning van het album toerde de band uitgebreid door binnen- en buitenland. Alamo Race Track speelde onder andere op het muziekfestival The Music in My Head in Den Haag en Lowlands. Tevens speelde de band op The City in Manchester en de MusicWorks showcase in Glasgow.
Tijdens een optreden op het South by South West festival in Austin, Texas werd de band gespot door Fargo Records. Deze ontmoeting leidde tot een licensing deal voor Frankrijk waarmee Birds at Home ook in dat land werd uitgebracht. Fargo bracht het album uit in het begin van 2005. In navolging van deze release toerde de band door Frankrijk. Vrijwel alle shows van deze tournee raakten uitverkocht.

### Black Cat John Brown(2006-2009)
Medio 2006 begonnen de opnames voor Black Cat John Brown. Net als bij het eerste album vonden de sessies plaats in de SSE Studio onder begeleiding van Frans Hagenaars. Ter ere van het tienjarige bestaan van Excelsior Recordings, het platenlabel van de band, werd er een speciaal kleedkamerconcert gegeven in Tivoli in Utrecht. Een filmpje van dit optreden belandde op de videowebsite YouTube. Binnen twee weken bekeken meer dan 170.000 mensen de clip. Dit succes vertaalde zich in een grote hoeveelheid media-aandacht, met items in NOVA en De Wereld Draait Door.
Het album Black Cat John Brown werd in oktober uitgebracht en zowel door de muziekpers als door het publiek goed ontvangen. Er waren veel lovende recensies en goede verkoopcijfers. Hieropvolgend bereikte het album de eerste plaats in de Scherpe Rand van Platenland, de alternatieve hitlijst van muziekblad OOR.
In december 2006 maakte de band onderdeel uit van de Fine Fine Music tour. Samen met labelgenoten Ghost Trucker, Spinvis, Do-The-Undo en El Pino and the Volunteers deed Alamo Race Track de grote poppodia in Nederland aan.
De band opende in 2007 met een optreden op het Noorderslag-festival in Groningen. Begin januari nam de band ook zijn eerste muziekvideo op voor het nummer The Northern Territory.
De rest van januari en februari 2007 stond in het teken van optredens in het buitenland. Alamo Race Track oogstte veel lof op het festival De Nachten in Antwerpen en vervolgens toerde de band drie weken door Frankrijk. In navolging op de Birds at Home tour in dit land was deze concertreeks zo mogelijk nog succesvoller. De band speelde vrijwel alleen voor uitverkochte zalen en verscheen in diverse Franse media.

### Innenschau en een nieuw album (2010)
Begin 2010 kondigde de band een nieuwe tournee aan. Met de première op 12 februari bewandelde Alamo Race track nieuwe paden door de soundtrack te verzorgen van de theatervoorstelling Innenschau van regisseur Jakop Ahlbom, waar ze de muziek live spelen op het podium. Speciaal voor dit toneelstuk componeerde de band nieuw werk. De stukken uit de voorstelling worden tijdens en na de tour opgenomen voor het derde Alamo Race Track album, Unicorn loves deer .
Alamo Race Track speelde in een gewijzigde bezetting: naast Ralph Mulder en Leonard Lucieer zijn Jelte van Andel (bas) en Robin Buijs (drums) aan de band toegevoegd. De tournee eindigt 2 mei hetzelfde jaar.
In 2015 verscheen het album Hawks, waarna in 2023 na een lange tussenperiode het album Greetings from Tear Valley and the Diamond Ae werd uitgebracht.

## Discografie

### Albums
| Album met eventuele hitnotering(en) in de Nederlandse Album Top 100 | Datum van verschijnen | Datum van binnenkomst | Hoogste positie | Aantal weken | Opmerkingen |
| ------------------------------------------------------------------- | --------------------- | --------------------- | --------------- | ------------ | ----------- |
| Birds at home                                                       | 2003                  | -                     |                 |              |             |
| Black cat John Brown                                                | 2006                  | 28-10-2006            | 88              | 2            |             |
| Unicorn loves deer                                                  | 2011                  | 26-03-2011            | 28              | 7            |             |
| Hawks                                                               | 2015                  | 23-03-2015            |                 |              |             |
| Greetings from Tear Valley and the Diamond Ae                       | 2023                  | 06-10-2023            |                 |              |             |